# Serrivomer samoënsis
Serrivomer samoënsis är en fiskart som beskrevs av Bauchot, 1959. Serrivomer samoënsis ingår i släktet Serrivomer och familjen Serrivomeridae. Inga underarter finns listade i Catalogue of Life.